# Morbid Angel
A Morbid Angel egy amerikai death metal zenekar, a stílus egyik meghatározó csapata. Az 1980-as évek elején a floridai Tampában kialakult death metal mozgalom vezető zenekara, melyet Trey Azagthoth gitáros alapított 1983-ban. Az együttes első albuma Altars of Madness címmel 1989-ben jelent meg, mely az angol Terrorizer magazin "40 legjobb death metal album" listáján az első helyre került. A Decibel Magazine "minden idők legjobb death metal gitárosai" listáján Trey Azagthoth lett az első helyezett, de az együttes dobosa Pete Sandoval is a műfaj egyik legnagyobb hatású zenésze.
A Nielsen SoundScan adatai szerint a Morbid Angel a harmadik legkelendőbb death metal zenekar az Amerikai Egyesült Államokban, ahol 445.000 lemezt adtak el. Az együttes 1993-ban megjelent harmadik albuma a Covenant számít minden idők legnagyobb példányszámban eladott death metal lemezének, melyből több mint 127 000 darabot értékesítettek.
Sandoval és Azagthoth mellett a basszusgitáros/énekes David Vincent számítható még a legismertebb tagnak azon zenészek közül akik megfordultak a zenekarban. Vincent 1986-tól 1996-ig volt a zenekar tagja, majd 2004-től 2015-ig újra ő volt az együttes frontján.

## Története

### Altars of Madness, Blessed Are the Sick (1983-1992)
A Morbid Angelt 1983-ban alakította meg Trey Azagthoth gitáros. Hozzá csatlakozott Mike Browning dobos/énekes, valamint Dallas Ward basszusgitáros. 1985-ben csatlakozott az együtteshez Richard Brunelle másodgitáros és Kenny Bamber énekes. Nem sokkal később Ward helyére John Ortega került. Ő azonban nem maradt sokáig, így 1986-ban már Sterling Von Scarborough játszott helyette. 1986-ban Azagthoth Browning-ot és Scarborough-ot is távozásra szólította fel, mivel egyikőjüket sem találta megfelelően képzettnek. Ők ezt követően létrehozták a Nocturnus zenekart, mely később a műfaj elismert képviselője lett, egyedi, progresszív lemezeket készítve. A Morbid Angel ekkoriban a kezdeti heavy metalos, thrash metal-os irányvonalat egyre gyorsabb, agresszívabb megoldásokkal váltotta fel, többek között, az olyan ős-death metal csapatok nyomán mint a Possessed vagy a Death elődjének tekinthető Mantas. 1986-ban Wayne Hartsell személyében meglett az új dobosuk, míg a basszusgitárosi posztra David Vincent került. Az énekesi teendőket Michael Manson vállalta el, de ő nem maradt sokáig, 1986-ban a távozás mellett döntött. Távozása után az együttes úgy döntött, hogy nem keres új énekest, mivel Vincent elvállalta az éneklést is a basszusgitározás mellett. A tagcserék közepette arra azért maradt idejük, hogy rögzítsék a Scream for Blasphemies és a Bleed for the Devil demókat.
1986-ban rögzítették első lemezüket is, de a végeredménnyel nem voltak elégedettek, ezért nem engedték kiadni. Az anyagot öt évvel később 1991-ben Abominations of Desolation címmel jelentette meg az Earache Records. 1988-ban Pete Sandoval csatlakozásával megszilárdult a zenekari felállás, mely így nézett ki: Trey Azagthoth (gitár), David Vincent (basszusgitár/ének), Richard Brunelle (gitár) és Pete Sandoval (dob).
Ez a felállás 1988-ban bevonult a floridai Morrisound Recording stúdióba, hogy rögzítse első nagylemezét. Az Altars of Madness címmel 1989. május 12-én megjelenő albumot az Earache mellett a Combat Records adta ki. A produceri teendőket Digby Pearson és maga a zenekar látta el, a lemezre pedig többségében olyan dalok kerültek fel, melyeket már a 80-as évek közepe óta játszottak a koncerteken. Az album nagy feltűnést keltett újszerűnek ható gyorsaságával és brutalitásával, mely mára minden idők egyik legklasszikusabb death metal albumának számít. A megjelenést követően az UK Independent Chart lista első helyére került, mely révén a zenekar világszerte ismertté vált.
Pozíciójukat tovább erősítette a Grindcrusher Tour koncertsorozat, olyan előadók társaságában, mint a Carcass, Bolt Thrower és a Napalm Death.

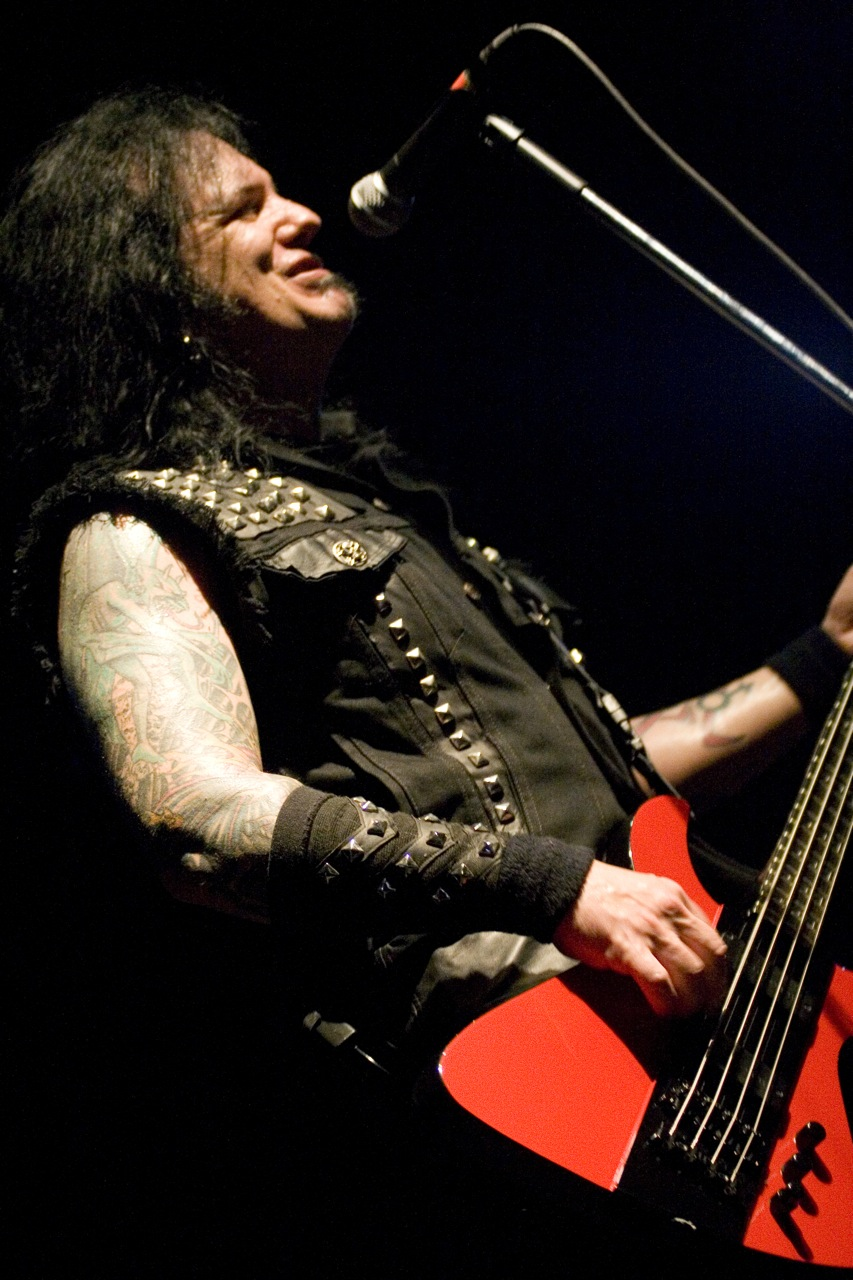
David Vincent az együttes basszusgitárosa és énekese. A fotó 2009-ben készült.

1991-ben ismét stúdióba vonultak, hogy elkészítsék a második nagylemezt. A felvételek Tom Morris produceri felügyelete mellett zajlottak, az 1991. május 2-án Blessed Are the Sick címmel megjelenő anyagot pedig az Earache és a Relativity adta ki. A lemez borítója Jean Delville hírhedt Les Tresors De Satan című festményét idézi, zeneileg pedig az elődjéhez képest egy változatosabb album született. Míg az Altars of Madness albumon a sebességen volt a hangsúly addig a Blessed Are the Sick-en nagyobb szerepet kaptak a középtempók. A korongon billentyűs hangszerek és klasszikus gitár is felbukkant, valamint olyan hangulattételek is, melyek teljes egészében nélkülözték a torzított gitárokat. Az ilyen jellegű szerzemények felbukkanása ezt követően a zenekar védjegyévé váltak, melyek a későbbi albumokon is rendre felbukkantak. A death metal műfaj egyik alapvető alkotásaként számon tartott Blessed Are the Sick, elődjéhez hasonlóan ismét pozitív kritikákban részesült. A megjelenést követően adta ki az Earache Records a korai demókat tartalmazó Abominations of Desolation-t.
A kilencvenes évek elején a death metal volt a legnépszerűbb stílus a metal műfajban, a Morbid Angel pedig több floridai zenekarral együtt, mint például a Death, az Obituary vagy a Deicide, a vezető csapatok közé emelkedett. A sikerek és elismerések ellenére Richard Brunelle 1992-ben elhagyta a zenekart, helyére Gino Marino került.

### Covenant, Domination, Formulas Fatal to the Flesh (1993-2000)
1992-ben szerződést írtak alá a Giant Records kiadóval, mely eset jól példázta az együttes népszerűségét. A harmadik album felvételei 1992-ben kezdődtek és 1993-ig tartottak, Flemming Rasmussen produceri felügyelete mellett. A Covenant címmel 1993. június 22-én megjelenő lemezt, továbbra is az Earache Records adta ki, a Giant Records csak az észak-amerikai terjesztést intézte. Az album minden korábbinál sikeresebbnek bizonyult, mely a maga több mint 127 000 eladott példányával minden idők legnépszerűbb death metal albumának számít. A sikerekhez nagymértékben hozzájárult, hogy a korongon hallható God of Emptiness klipje felbukkant a Beavis and Butt-head egyik epizódjában is. A lemezt népszerűsítő turnén a Ripping Corpse révén ismert Erik Rutan játszott Gino Marino helyén.
Rutan a turné lecsengése után a zenekar tagja maradt, habár 1994-ben egy rövid időre Richard Brunelle visszatért a Morbid Angel soraiba.
Az 1994-es turné alkalmával olyan zenekarok előtt léphettek fel, mint a Black Sabbath, vagy a Motörhead, de szerepeltek az MTV Headbanger's Ball műsorában is.
1994 novemberében kezdődtek meg a negyedik album felvételei, ezennel Bill Kennedy és a zenekar producerkedésével. 1995 májusában jelent meg az együttes negyedik nagylemeze a Domination, melyet továbbra is az Earache és a Giant adott ki. A dalszerzésből Erik Rutan is aktívan kivette a részét, maga a lemez pedig ismét pozitív kritikákban részesült. Zeneileg továbbra is megmaradt az együttes markáns hangzásvilága, a lemezt követő turnét pedig ismét nagy érdeklődés övezte.

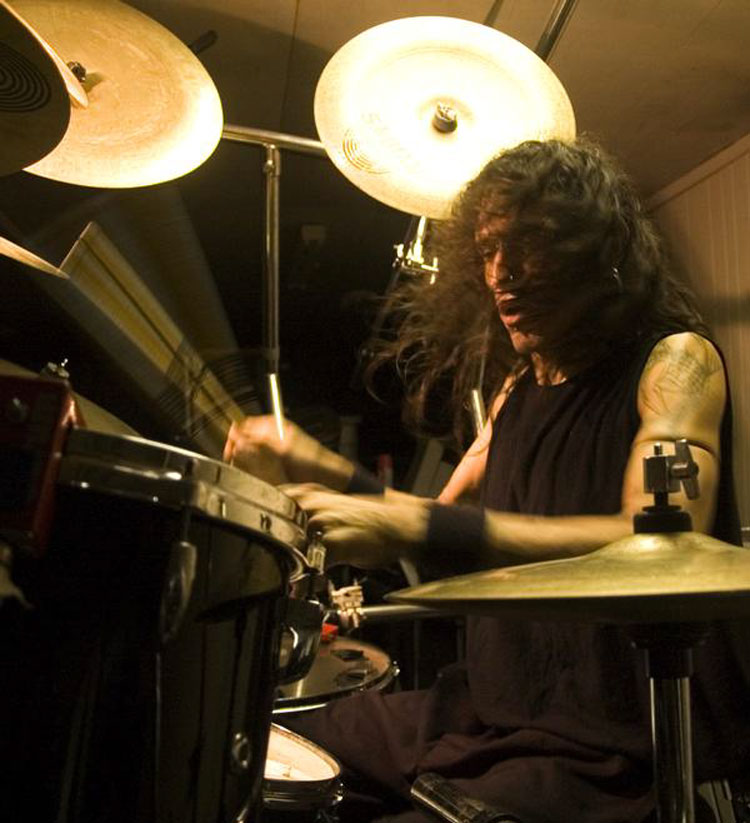
Pete Sandoval az együttes dobosa. Sandoval (David Vincent-tel együtt) szerepelt a grindcore-t játszó Terrorizer 1989-es albumán, a World Downfall-on is, melynek folytatása 2006-ban jelent meg Darker Days Ahead címmel.

1996-ban jelent meg a 11 dalt tartalmazó Entangled in Chaos koncertlemez. Az 1996-os év több szempontból is változásokat hozott a zenekar életében. David Vincent-nek távoznia kellett, mivel interjúiban előszeretettel hangoztatta szélsőjobbos nézeteit, ezáltal rengeteg támadás, negatív kritika érte a zenekart. Azagthoth ezt követően felszólította a frontembert, hogy hagyja el a zenekart. VIncent ezt követően csatlakozott felesége Genitorturers nevű indusztriális metal zenekarához. Szintén 1996-ban bejelentette távozását Erik Rutan is, aki ezt követően a Hate Eternal zenekart hívta életre. Vincent helyére Steve Tucker került, de 1998-ban egy rövid időre Richard Brunelle is fellépett a zenekarral. A következő Formulas Fatal to the Flesh albumot a Sandoval-Azagthoth-Tucker trió rögzítette, mely 1998. február 24-én jelent meg az Earache Records kiadásában. A Mark Prator producerrel készült anyag tartotta elődjei színvonalát, melyre zömmel gyors dalok kerültek fel. A korongon hallható dalok közül szinte az összeset Azagthoth írta.
1999-ben visszatért az együttes soraiba Erik Rutan, majd a zenekar stúdióba vonult, hogy rögzítse következő nagylemezét.

### Gateways to Annihilation, Heretic, Illud Divinum Insanus (2000-napjainkig)
A következő album Jim Morris producerrel készült el, mely Gateways to Annihilation címet kapta. A dalokat Azagthoth, Rutan és Tucker írta, az albumot pedig továbbra is az Earache adta ki. A Gateways to Annihilation lemezre nagyrészt középtempós dalok kerültek fel, melynek borítóját Dan Seagrave készítette. Az anyag megjelenését követően Rutan ismét kilépett, hogy teljes erővel a Hate Eternal dolgaira koncentrálhasson. Őt nem sokkal később Steve Tucker is követte, akinek a helyére Jared Anderson került. Anderson szerepelt a Hate Eternal debütáló lemezén a Conquering the Throne címűn is. 2001 nyarán az Egyesült Államok-ban turnéztak olyan zenekarok társaságában, mint a Pantera, vagy a Slayer. A kábitószer-függő Jared Anderson 2002-ben álmában meghalt, így újra Steve Tucker lett az együttes énekese és basszusgitárosa. A Formulas Fatal to the Flesh albumhoz hasonlóan ismét az Azagthoth-Sandoval-Tucker trió rögzítette az együttes következő nagylemezét a 2003. szeptember 22-én megjelenő Heretic-et. A produceri teendőket a zenekar mellett Juan "Punchy" Gonzalez látta el, a korongot pedig az Earache jelentette meg. A Heretic volt az első Morbid Angel lemez, melyet nem a floridai Morrisound stúdióban rögzítettek (DOW Stúdió- Florida), és egyben ez volt az utolsó anyag, melyet az Earache számára készítettek, akik a kezdetektől fogva gondozták a Morbid Angel lemezeit. Az album a Formulas Fatal to the Flesh koronghoz hasonlóan ismét a sebességre helyezte a hangsúlyt, mely révén Azagthoth és Sandoval is megmutathatta technikai tudását.

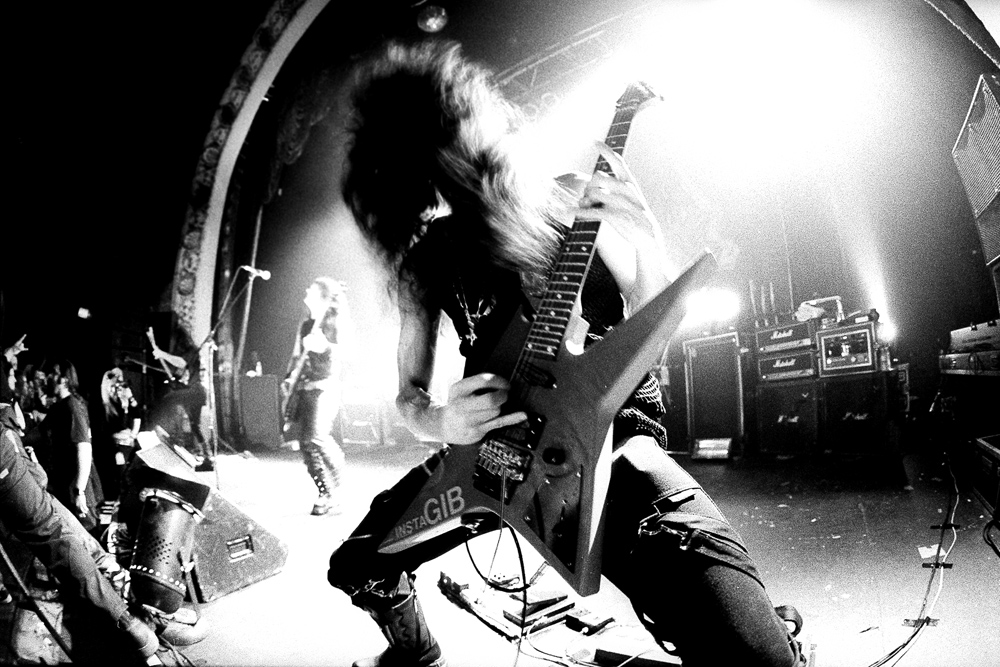
Trey Azagthoth az együttes gitárosa, fő dalszerzője. A fotó 2006-ban készült.

A megjelenést követően az USA-ban a Superjoint Ritual társaságában turnéztak, míg az európai dátumok némelyikén a brazil Krisiun volt az előzenekar. Ezeken a koncerteken Tony Norman (ex-Monstrosity) volt a másodgitáros, aki 2003-ban csatlakozott az együtteshez.
2004-ben David Vincent visszatért a Morbid Angel soraiba, majd az együttes belevágott a Masters Of Chaos Tour koncertsorozatba a Behemoth és Krisiun előzenekarokkal. Vincent visszatérését nagy érdeklődés övezte, a zenekar pedig néhány koncerten Erik Rutan-nal kibővülve lépett fel. A Rutan-nal felálló Morbid Angel volt látható a 2006-os Wacken Open Air fesztiválon is. Ezt követően tovább koncerteztek, mígnem Tony Norman a turné közepén szó nélkül elhagyta társait. Helyére Destructhor azaz Thor Anders Myhren került, aki korábban a Zyklon gitárosa volt. A koncertek alkalmával rendre eljátszottak egy új, Nevermore című dalt is.
2010. március 18-án a zenekar bejelentette, hogy a következő nagylemezen Pete Sandoval hátproblémái miatt nem fog dobolni. Helyére Tim Yeung-ot szerződtette a zenekar, aki korábban az All That Remains, Hate Eternal, Vital Remains, Divine Heresy, World Under Blood zenekarokban dobolt. 2010. június 22-én az együttes stúdióba vonult, hogy rögzítse a következő nagylemezét, ami 2011. június 6-án fog megjelenni a Season of Mist gondozásában. Az Illud Divinum Insanus címmel megjelenő album a zenekar közleménye szerint sötét hangulatú és agresszív dalokat fog majd tartalmazni, de elektronikus tételek is fel fognak kerülni a lemezre.
2011. március 5-én a kaliforniai Scion Rock fesztivál főzenekaraként léptek fel, ahol a Nevermore című új dalt is eljátszották.

### Zenei stílus, hatás
A Morbid Angel minden idők egyik legnagyobb hatású és legismertebb death metal zenekara, mely felbecsülhetetlen hatást gyakorolt a műfaj későbbi képviselőire. Azon kevés death metal zenekarok közé tartoznak, melyek egységesen magas színvonalú diszkográfiával büszkélkedhetnek. A műfajban betöltött szerepüket, mi sem bizonyítja jobban, minthogy egy új Morbid Angel lemez megjelenését általában az év eseményeként értékelik a death metal rajongók. Az együttes hangzásának legfontosabb eleme Trey Azagthoth gitárjátéka és Pete Sandoval dobolása. Nagy Balázs a Sírontúli Melódiák című könyv szerzője Chuck Schuldiner mellett Azagthoth-ot nevezi meg a műfaj legkiemelkedőbb gitárosának, Sandoval-ról pedig úgy nyilatkozik, mint az "elsőszámú death metal dobos"ról. Sandoval technikás és a sebességet előtérbe helyező játéka az Altars of Madness megjelenése idején az újdonság erejével hatott, habár akkoriban nem dobolt olyan gyorsan és összetetten, mint az utóbbi albumok némelyikén. Gyorsasága és játékának komplexitása a 21. századi technikás death metal zenekarok korában is figyelemre méltó.

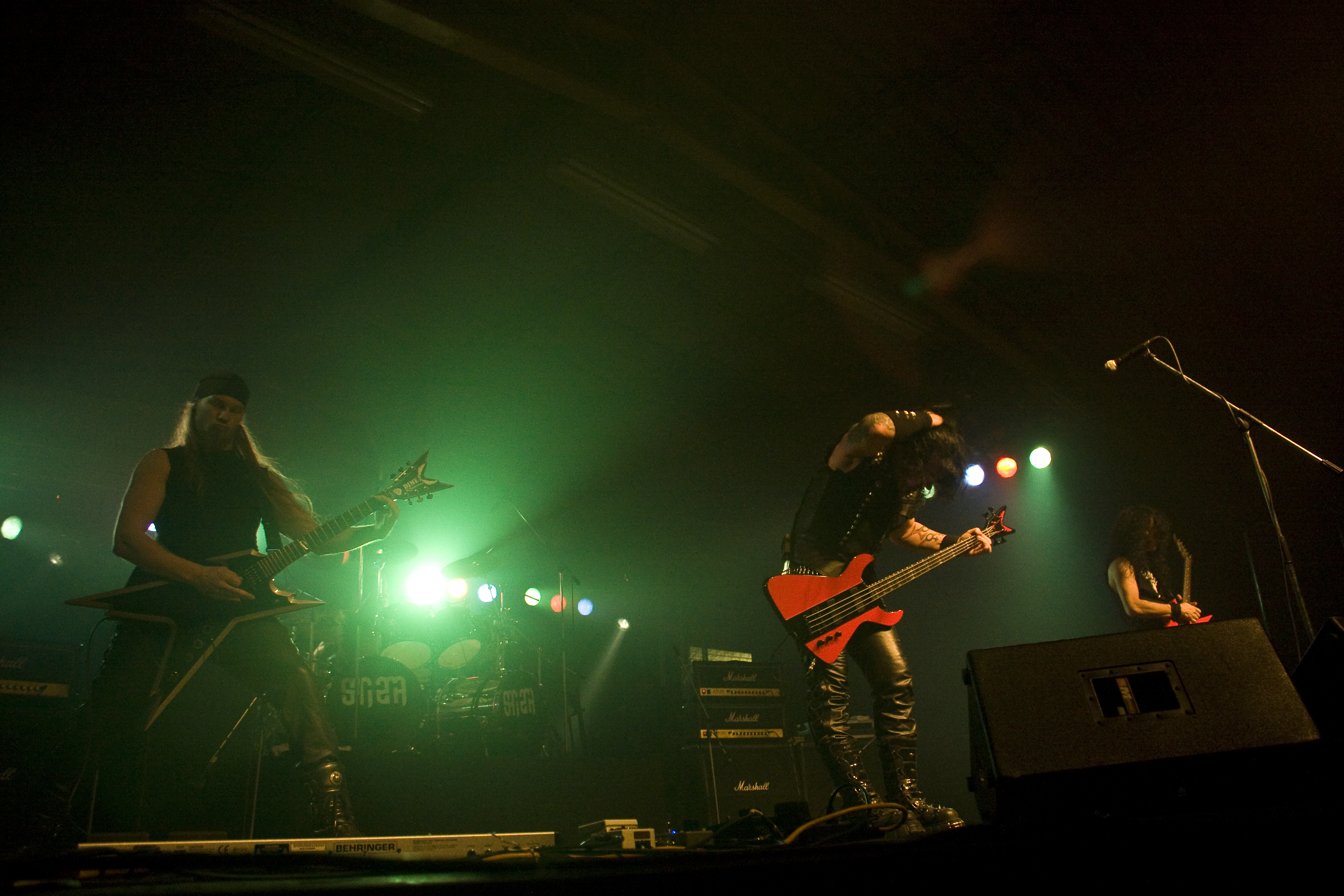
Morbid Angel koncert 2009-ben.

Az együttes zenéje floridai vonalas death metal, technikás hangszerkezeléssel, habár a zene nem tartalmaz annyi váltást és tördelést, mint ahogy az az utóbbi 10 évben felbukkant technikás death metal zenekarok többségénél hallható. Azagthoth a súlyosabb hangzás elérése érdekében gyakran használ 7 húros gitárokat, játékstílusa és hangzása egyből felismerhetővé teszi az együttest. A zenekar jellegzetessége, hogy lemezeiken rendre megtalálhatóak olyan tételek is, melyek mellőzik a torzított gitárt. Ezen hangulattételek többsége indusztriális és komolyzenei hatásokról tesznek tanúbizonyságot. Az együttes dalszövegeiben a sátánizmus, az okkultizmus és a keresztény-ellenesség érhető tetten, de írtak már dalt a sumér mitológia, vagy a Római Birodalom nyomán is.
A zenekar hatása a death metal műfajára csaknem felbecsülhetetlen, de emellett olyan zenekarok is előszeretettel hivatkoznak rájuk, mint az Opeth, a Marduk, a Nevermore, a Korn, de Immortal Rites és Maze of Torment dalaik adták az ihletet a két hasonló néven működő death metal együttesnek is.

## Diszkográfia
Érdekesség, hogy egy-egy új Morbid Angel lemez címe mindig az angol ábécé következő betűjével kezdődik.
- Altars of Madness – 1989
- Blessed Are the Sick – 1991
- Covenant – 1993
- Domination – 1995
- Entangled in Chaos (koncertalbum) – 1996
- Formulas Fatal to the Flesh – 1998
- Love of Lava – 1999
- Gateways to Annihilation – 2000
- Heretic – 2003
- Illud Divinum Insanus – 2011
- Juvenilia (koncertalbum) – 2015
- Kingdoms Disdained – 2017

Az 1986-ban rögzített és végül 1991-ben kiadott Abominations of Desolation korong dalai külön-külön megtalálhatóak az első három Morbid Angel albumon.

## Tagok
Jelenlegi felállás
- Trey Azagthoth – szólógitár, gitárszintetizátor, billentyűsök, ének (1983 – napjainkig)
- Steve Tucker – ének, basszusgitár (1997 – 2001, 2003 – 2004, 2015 – napjainkig)
- Scott Fuller – dobok (2017 – napjainkig)
- Dan Vadim Von – gitár (2017 – napjainkig)

Korábbi tagok
- Dallas Ward – basszusgitár, ének (1983 – 1985)
- Kenny Bamber – ének (1985)
- Mike Browning – dobok, ütősök, ének (1983 – 1986)
- John Ortega – basszusgitár (1985-1986)
- Sterling Von Scarborough – basszusgitár (1986)
- Michael Manson – ének (1986)
- Wayne Hartsell – dobok(1986 – 1988)
- Gino Marino – gitár (1992 – 1993)
- Richard Brunelle – gitár (1985 – 1992, 1994, 1998)
- Jared Anderson – ének, basszusgitár (2001 – 2002)
- Tony Norman – turné gitáros (2003-2006)
- Erik Rutan – szólógitár, billentyűsök (1993 – 1996, 1999 – 2002, 2006)
- Pete Sandoval – dobok, ütősök (1988 – 2010)
- Tim Yeung – dobok, ütősök (2010 – 2015)
- David Vincent – basszusgitár, ének (1986 – 1996, 2004 – 2015)
- Destructhor (Thor Anders Myhren) – turné gitáros (2008 – 2015)